# Amedework Walelegn
Amedework Walelegn (* 11. März 1999) ist ein äthiopischer Leichtathlet, der hauptsächlich in den Langstreckenläufen antritt. 2020 gewann er die Bronzemedaille bei den Halbmarathon-Weltmeisterschaften.

## Sportliche Laufbahn
Amedework Walelegn nahm bei seinem ersten internationalen Wettkampf im Jahr 2016 direkt an den U20-Weltmeisterschaften in Polen teil. Dort ging er über 10.000 Meter an den Start. Er benötigte 28:00,14 min für die 25 Stadionrunden und verpasste damit als Vierter knapp die Medaillenränge. 2017 nahm er im Rahmen des U20-Rennens an den Crosslauf-Weltmeisterschaften in Kampala teil. Nach dem Rennen über 8 km erreichte er als Zweiter das Ziel. Seit 2018 startet er vor allem über die Halbmarathondistanz. In seinem ersten Wettkampf in Riad benötigte er 1:02:00 h und beendete das Rennen auf dem dritten Platz. Zwei Monate später trat er beim Istanbul-Halbmarathon an. In seinem zweiten Rennen über diese Strecke verbesserte er sich auf 59:50 min und konnte es mit neuem Streckenrekord gewinnen. Im Oktober verbesserte er sich in Neu-Delhi noch einmal um fast eine halbe Minute. Nachdem er sich 2019 nicht verbessern konnte, trat Walelegn 2020 bei den Halbmarathon-Weltmeisterschaften im polnischen Gdynia an. Dort konnte er mit neuer Bestzeit von 59:08 min die Bronzemedaille gewinnen. Im Folgemonat siegte er beim Delhi-Halbmarathon mit einer weiteren Steigerung auf 58:53 min, die zugleich einen neuen Streckenrekord bedeuteten. 2022 siegte er im November beim JoongAng Seoul Marathon in neuer Bestzeit von 2:06:59 h. An gleicher Stelle siegte er beim Seoul International Marathon in 2:05:27 h im März 2023 erneut.

## Wichtige Wettbewerbe
| Jahr                  | Veranstaltung                    | Ort                   | Platz                 | Disziplin             | Zeit                  |
| Startet für Äthiopien | Startet für Äthiopien            | Startet für Äthiopien | Startet für Äthiopien | Startet für Äthiopien | Startet für Äthiopien |
| --------------------- | -------------------------------- | --------------------- | --------------------- | --------------------- | --------------------- |
| 2016                  | U20-Weltmeisterschaften          | Bydgoszcz             | 4.                    | 10.000 m              | 28:00,14 min          |
| 2017                  | Crosslauf-Weltmeisterschaften    | Kampala               | 2.                    | Juniorenrennen        | 22:43 min             |
| 2020                  | Halbmarathon-Weltmeisterschaften | Gdynia                | 3.                    | Halbmarathon          | 59:08 min             |

## Persönliche Bestleistungen
Freiluft
- 5000 m: 13:14,52 min, 29. Juni 2017, Barcelona
- 10.000 m: 28:00,14 min, 19. Juli 2016, Bydgoszcz

Straße
- 10 Kilometer: 27:37 min, 17. März 2018, Laredo
- Halbmarathon: 58:40 m, 19. Februar 2022, Ra’s al-Chaima
- Marathon: 2:05:27 h, 19. März 2023, Seoul